# Burger King
Burger King ili skraćeno BK je američki restoran brze hrane zaduženog za pripremanje hamburgera. Sjedište mu je u neuključenom području u okrugu Miami-Dade u saveznoj državi Florida.

## Povijest
Tvrtka je osnovana 1953. godine pod imenom Insta-Burger King u Jacksonvilleu (Florida). Dvije godine kasnije došlo je do financijskih poteškoća, a kupili su ga David Edgerton i James McLamore i dali mu današnje ime.[nedostaje izvor]
Do kraja 2010. Burger King je imao oko 12.000 restorana u 73 različite zemlje, od kojih je 66% bilo na teritoriju SAD-a.
Najpoznatiji Burger King proizvod je hamburger zvani Whopper. Nastao 1957. godine.[nedostaje izvor]
Dnevno ih se proda oko 1.9 milijuna dok godišnja razina dostiže vrtoglavih 700 milijuna. U iduće tri godine vlasnik BURGER KING® franšize za Hrvatsku, tvrtka Kraljevi Restorani, kao nositelj razvojne franšize, planira otvoriti 15 poslovnica i to na više lokacija u većim hrvatskim gradovima. Vrlo često, Burger King ima različite menije u različitim krajevima svijeta. Tako u Texasu prave hamburgere sa senfom, a u Irskoj i Engleskoj sendviče s gril umakom, crnim paprom i specijalnom vrstom sira koju Britanci vole.[nedostaje izvor]

## Burger King u Hrvatskoj
Burger King je u Hrvatskoj otvoren 2014. godine. Trenutno se u Hrvatskoj nalazi 7 Burger King restorana. Tri u Zagrebu, dva u Splitu (Mall of Split i City Center One Split), jedan na autocesti A1 između Zagreba i Karlovca, i jedan u Rijeci koji se otvara krajem listopada 2022.
- srpanj 2014. - Otvoren prvi restoran u Hrvatskoj na odmorištu Draganić-jug uz Autocestu A1[2]
- 10. lipnja 2015. - otvoren prvi restoran u Zagrebu, u Arena Centru[4]
- studeni 2017. - otvoren prvi restoran u Splitu, u trgovačkom centru Mall of Split[5]
- 22. studenoga 2018. - u trgovačkom centru City Center one East otvoren drugi restoran u Zagrebu[6]
- siječanj 2019. - drugi restoran u Splitu otvoren u trgovačkom centru City Center one Split[7]
- siječanj 2022. - otvoren treći restoran u Zagrebu u trgovačkom centru Z Centar[8]

## Proizvodi

### Burgeri
| - Whopper - Curry chicken - Double Whopper - Crispy Chicken - Whopper jr. - LONG Chicken - Hamburger - Chicken Rösti King - Cheeseburger - Long chicken cheese - Double Cheeseburger - X-TRA LONG CHICKEN BACON - Big King - COUNTRY BURGER VEGE - Big King XXL - X-Tra Long Chili Cheese - BBQ Bacon - Chili Cheese - Rodeo burger - Bacon Rösti King - X-TRA LONG RODEO BBQ BACON[nedostaje izvor] | - Hot Brownie - BK Fusion OREO - KING Sundae s čokoladom - KING Sundae s karamelom - KING Sundae s jagodom - Sladoled u kornetu - BK Fusion Jagoda - BELGIJSKI VAFL - KING Pommes frites - Kolutići luka - Pileća krilca[nedostaje izvor] |

## Države s Burger Kingovim restoranima
Države s Burger Kingovima restoranima:
| - Argentina - Australija - Azerbajdžan - Bahami - Bahrein - Bangladeš - Bosna i Hercegovina - Bjelorusija - Belgija - Bocvana - Brazil - Bugarska - Kanada - Čile - Kina - Kolumbija - Kostarika - Hrvatska - Kuba - Kajmanski otoci - Cipar - Češka - Danska - Dominika - Dominikanska Republika - Ekvador - Egipat | - Salvador - Estonija - Fidži - Finska - Francuska - Gruzija - Njemačka - Grčka - Gibraltar - Gvatemala - Gvajana - Honduras - Hong Kong - Mađarska - Island - Italija - Indija - Indonezija - Irska - Izrael - Japan - Jordan - Kuvajt - Latvija - Libanon - Litva - Luksemburg | - Makao - Makedonija - Malezija - Malta - Mauricijus - Meksiko - Moldavija - Maroko - Nizozemska - Aruba - Novi Zeland - Nikaragva - Norveška - Oman - Pakistan - Panama - Peru - Paragvaj - Filipini - Poljska - Portugal - Katar - Rumunjska - Ruska Federacija - Samoa - Sveta Lucija - Saudijska Arabija | - Srbija - Singapur - Slovačka - Slovenija - JAR - Južna Koreja - Španjolska - Šri Lanka - Švedska - Švicarska - Sirija - Tajvan - Tajland - Turska - Ukrajina - Ujedinjeni Arapski Emirati - Ujedinjeno Kraljevstvo - SAD - Američka Samoa - Portoriko - Guam - Američki Djevičanski otoci - Urugvaj - Venezuela - Jemen - Zimbabve |